# Sabueso de Smaland
El Cazador de Småland (sueco: Smålandsstövare) es una raza de perro de tipo sabueso con origen en Suecia.
Aunque la raza se origina en el siglo XVI y se piensa que es la raza de sabueso más antigua del país, no se consigue el reconocimiento por parte del Kennel Club sueco hasta 1921.
Son los perros de caza de menor tamaño de todos los cazadores suecos y tienen marcas negras y cobre de forma similar a los Rottweiler. A escala internacional la raza es reconocida por la Fédération Cynologique Internationale y el United Kennel Club. Poco frecuente incluso en Suecia, se registran tan sólo alrededor de seis cachorros por año.

## Historia
Durante el período del Imperio sueco, se libraron un buen número de batallas y en ellas los soldados volvían a casa trayendo ejemplares de razas variadas con ellos. Estos perros fueron cruzados con perros de tipo spitz locales y de ahí terminó germinando el moderno Smålandsstövare.
Los granjeros suecos preferían un perro de caza multidisciplinar ya que tan sólo podían permitirse alimentar a un tipo de perro de caza, así que se le enseñó a cazar desde pájaros hasta alces.